# Czerwona księga gatunków zagrożonych
Czerwona księga gatunków zagrożonych – publikowana przez Międzynarodową Unię Ochrony Przyrody (IUCN) lista zagrożonych wyginięciem gatunków organizmów. Ukazała się po raz pierwszy w 1963 roku. Jej edycja z roku 2011 zawierała spis 59 508 gatunków (ponad 45 tysięcy gatunków zwierząt, ponad 14 tysięcy gatunków roślin oraz 18 gatunków grzybów), z których 19 265 jest zagrożonych wyginięciem. Większość z nich uzyskała status zagrożonych w wyniku działalności człowieka.

## Kategorie zagrożenia gatunków
Informacje gromadzone w systemie IUCN są grupowane w kategoriach określających stopień zagrożenia wyginięciem danego gatunku. Kryteria zaliczenia gatunku do danej kategorii w roku 2001 określono w dokumencie 2001 Categories & Criteria (version 3.1).
| oszacowane                          | rozpoznane                          |                                     | EX | wymarłe (extinct), oznaczane znakiem †. Kategoria dotyczy gatunków, dla których wiadomo, że wymarły wszystkie osobniki do nich należące w skali globalnej. Gatunki wymarłe w skali regionalnej lub poszczególnych państw zalicza się do kategorii RE – regionalnie wymarłych (regionally extinct).                                                                           |
| oszacowane                          | rozpoznane                          | EW                                  | wymarłe na wolności (extinct in the wild) – wymarłe w stanie dzikim – pojedyncze okazy, czy nawet populacje mogą żyć jeszcze w hodowlach i ogrodach zoologicznych. | |
| oszacowane                          | rozpoznane                          | zagrożone wyginięciem               | CR | krytycznie zagrożone (critically endangered) – najbardziej zagrożone gatunki. |
| oszacowane                          | rozpoznane                          | zagrożone wyginięciem               | EN | zagrożone (endangered) – przypisuje się im wysokie ryzyko wymarcia w niedalekiej przyszłości. |
| oszacowane                          | rozpoznane                          | zagrożone wyginięciem               | VU | narażone (vulnerable) – gatunki, które mogą wymrzeć stosunkowo niedługo, choć nie tak szybko jak zagrożone. |
| oszacowane                          | rozpoznane                          |                                     | NT | bliskie zagrożenia (near threatened) – gatunki bliskie zaliczenia do poprzedniej kategorii, ale jeszcze się do niej niekwalifikujące. |
| oszacowane                          | rozpoznane                          | LC                                  | najmniejszej troski (least concern) – gatunki niespełniające kryteriów kwalifikujących do którejś z kategorii zagrożenia lub bliskiego zagrożenia. Należą tu gatunki pospolite, szeroko rozprzestrzenione. | |
| oszacowane                          | niedostatecznie rozpoznane          | niedostatecznie rozpoznane          | DD (data deficient) – gatunki o nieokreślonym stopniu zagrożenia, wymagające dokładniejszych danych. IUCN odradza liberalne stosowanie tej kategorii – w przypadku braku informacji o gatunku zaleca się odniesienie kryteriów oceny zagrożenia do zajmowanych przezeń siedlisk. Do czasu ustalenia statusu gatunków tej grupy nie należy ich traktować jako niezagrożonych. | DD (data deficient) – gatunki o nieokreślonym stopniu zagrożenia, wymagające dokładniejszych danych. IUCN odradza liberalne stosowanie tej kategorii – w przypadku braku informacji o gatunku zaleca się odniesienie kryteriów oceny zagrożenia do zajmowanych przezeń siedlisk. Do czasu ustalenia statusu gatunków tej grupy nie należy ich traktować jako niezagrożonych. |
| nieoszacowane według kryteriów IUCN | nieoszacowane według kryteriów IUCN | nieoszacowane według kryteriów IUCN | NE (not evaluated) – gatunki niepoddane jeszcze ocenie. | NE (not evaluated) – gatunki niepoddane jeszcze ocenie. |

W latach 1994–2001 stosowane były również kategorie (wersja 2.3):
- LR/nt (ang. lower risk / near threatened – niższego ryzyka / bliskie zagrożenia) – odpowiednik NT
- LR/lc (ang. lower risk / least concern – niższego ryzyka / najmniejszej troski) – odpowiednik LC
- LR/cd (ang. lower risk / conservation dependent – niższego ryzyka / uzależniony od zabiegów ochronnych) – obecnie niestosowana.

W przypadku czerwonych list tworzonych dla gatunków występujących regionalnie lub w skali poszczególnych państw występuje dodatkowo (przynajmniej na etapie tworzenia list) kategoria NA (not applicable), obejmująca taksony obce dla danego obszaru lub pojawiające się na nim przejściowo.

## Statystyki IUCN
Liczby gatunków kręgowców w klasyfikacji IUCN według stanu na rok 2011:
| Liczba gatunków | Liczba gatunków | Liczba gatunków | Liczba gatunków | Liczba gatunków | Liczba gatunków | W tym w kategorii | W tym w kategorii | W tym w kategorii | W tym w kategorii | W tym w kategorii |
|                 | opisanych       | oszacowanych    | oszacowanych    | zagrożonych     | zagrożonych     | EX                | EW                | CR                | EN                | VU                |
| --------------- | --------------- | --------------- | --------------- | --------------- | --------------- | ----------------- | ----------------- | ----------------- | ----------------- | ----------------- |
| Ssaki           | 5 494           | 5 494           | 100%            | 1 134           | 20,6%           | 76                | 2                 | 191               | 447               | 496               |
| Ptaki           | 10 027          | 10 027          | 100%            | 1 240           | 12,4%           | 132               | 4                 | 190               | 372               | 678               |
| Gady            | 9 362           | 3 004           | 32%             | 664             | 22,1%           | 21                | 1                 | 121               | 234               | 309               |
| Płazy           | 6 771           | 6 312           | 93,2%           | 1 910           | 30,2%           | 37                | 2                 | 495               | 761               | 654               |
| Ryby            | 32 000          | 9 352           | 29,2%           | 2 011           | 21,5%           | 59                | 8                 | 405               | 476               | 1 130             |